# متحف ايرو الفضاء كالغاري
متحف ايرو الفضاء كالغاري هو متحف. هو متحف للفضاء والطيران، في كالغاري، ألبرتا، كندا. يقع المتحف إلى الجنوب مباشرة من مطار كالغاري الدولي. يعرض المتحف أكثر من 24 طائرة و 58 من محركات الطيران.

## وصلات خارجية
- الموقع الرسمي
- History of the Canadian Forces Museums 1919-2004